# Palácio do Governo (Mongólia)
O Palácio do Governo (em mongol: Засгын газрын ордон; Zasgiin gazriin ordon), também conhecido como Palácio do Estado, está localizado ao norte da Praça Sukhbaatar, em Ulaanbaatar, capital da Mongólia. O palácio abriga vários órgãos do estado mongol, como a Grande Assembleia Estatal, os escritórios dos legisladores que compõem a assembleia e os escritórios do presidente e do primeiro-ministro. Devido à antiga cor do exterior do prédio, às vezes é referido pelos residentes de Ulaanbaatar como o "Saaral Ordon", que significa "Palácio Cinzento" na língua mongol. 

## História
A área do atual Palácio do Governo e da Praça Sükhbaatar foi anteriormente o local do mosteiro de Ikh Khüree, o então templo-palácio central da cidade até o início do século XX. O mosteiro foi estabelecido em 1639 e passou por mudanças de sua localidade quase trinta vezes antes de finalmente se estabelecer na atual Ulaanbaatar em 1855. A região era famosa por sua educação monástica de alto nível, havendo dez escolas monásticas, numerosos templos e grandes festivais religiosos. Originalmente chamado de Züün Khüree (Mosteiro do Leste), o complexo era a maior e mais antiga seção do que viria a ser Ulaanbaatar. O mosteiro tinha uma grande área aberta (mais tarde tornando-se a praça principal da cidade) que era cercada por todos os lados por templos, residências da nobreza e do clero, bem como o mercado Baruun Damnuurchin. A prática da luta mongol e da dança tradicional mongol tsam ocorriam na área aberta na presença de nobres e clérigos. Mais tarde, a área se tornou um depósito de lixo pela recusa da passagem de Bogd Khan em sua procissão real para o Palácio Amarelo.
Após a revolução na Mongólia Exterior de 1921 o lixo foi removido e um teatro com domo verde foi construído no local em 1926. O mosteiro vizinho Ikh Khüree foi completamente destruído pelo regime comunista do país na década de 1930 como parte das perseguições em grande escala à Igreja Budista. Hoje, apenas alguns antigos templos mantém as características da cidade velha, pois o Teatro Verde também foi perdido devido a um incêndio inesperado em 1949. Em 1946, iniciou-se a construção da Praça Sükhbaatar com uma estátua do líder revolucionário Damdiny Sükhbaatar. O líder supremo da Mongólia, Marechal Khorloogiin Choibalsan, participou como um simples trabalhador cavando o marcador no local escolhido que se situaria a estátua de Sükhbaatar.
Após a destruição do Teatro Verde, Choibalsan ordenou a construção do Palácio do Governo em seu local em 1951. Após a morte de Choibalsan em 1952, os líderes do partido comunista construíram um mausoléu semelhante ao de Vladimir Lenin em Moscou na face sul do palácio para conter os restos mortais de Sükhbaatar e Choibalsan. Concluído em 1954, o Mausoléu de Sükhbaatar serviu como plataforma de propaganda e palanque para líderes partidários e altos funcionários do governo durante feriados nacionais, como o Naadam e desfiles de 1º de maio. Tal prática ocorreu todos os anos até a Revolução Democrática de 1990.
Entre 2005 e 2006, o Mausoléu de Sükhbaatar foi demolido como parte de uma extensa reforma do palácio e substituído por um grande monumento de colunata dedicado a Genghis Khan, Ögedei Khan e Kublai Khan, que foi concluído em 2006 como parte da comemoração do aniversário de 800 anos da coroação de Genghis Khan.

## Galeria

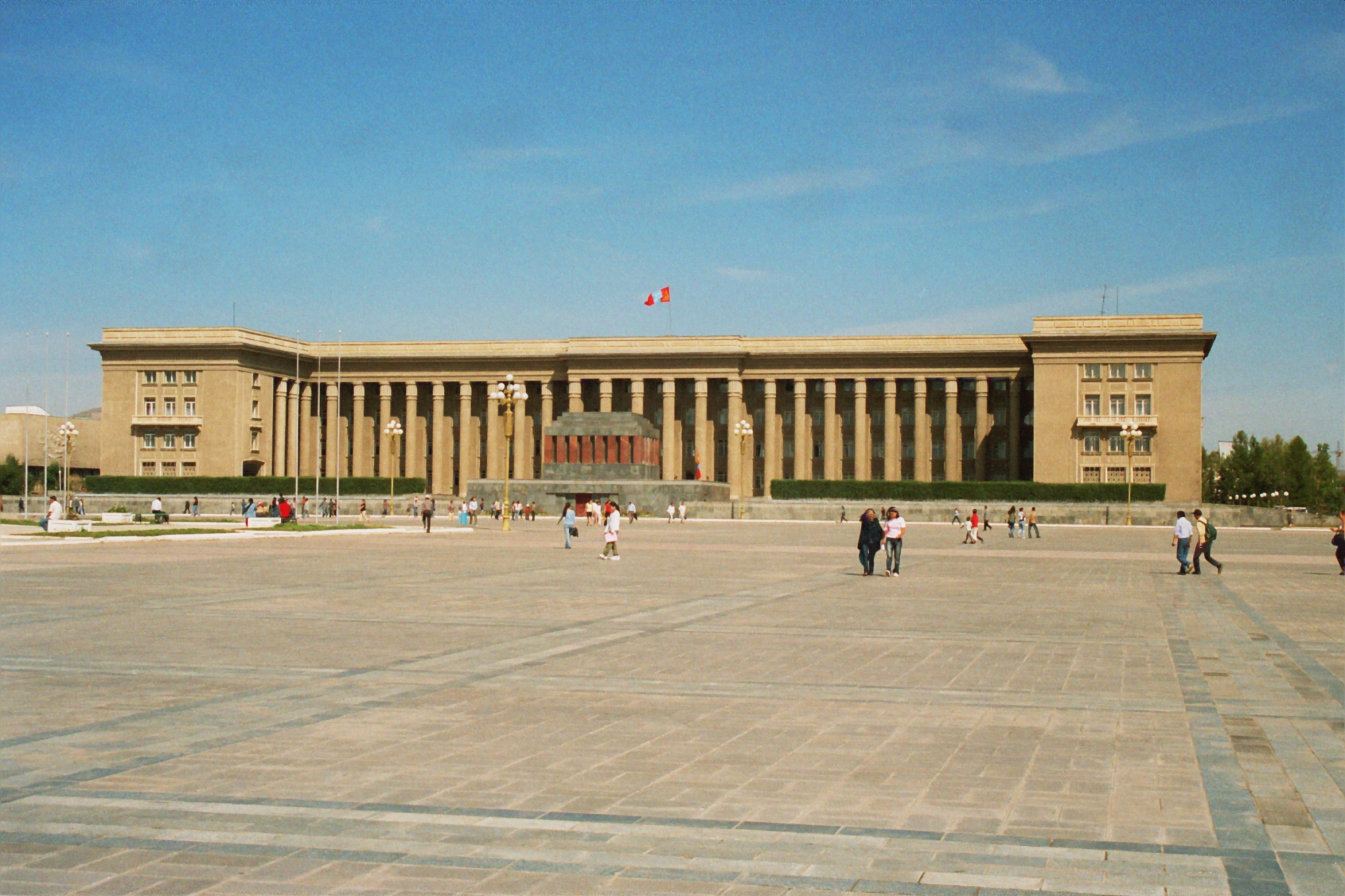
Palácio do Governo antes da reforma de 2005.
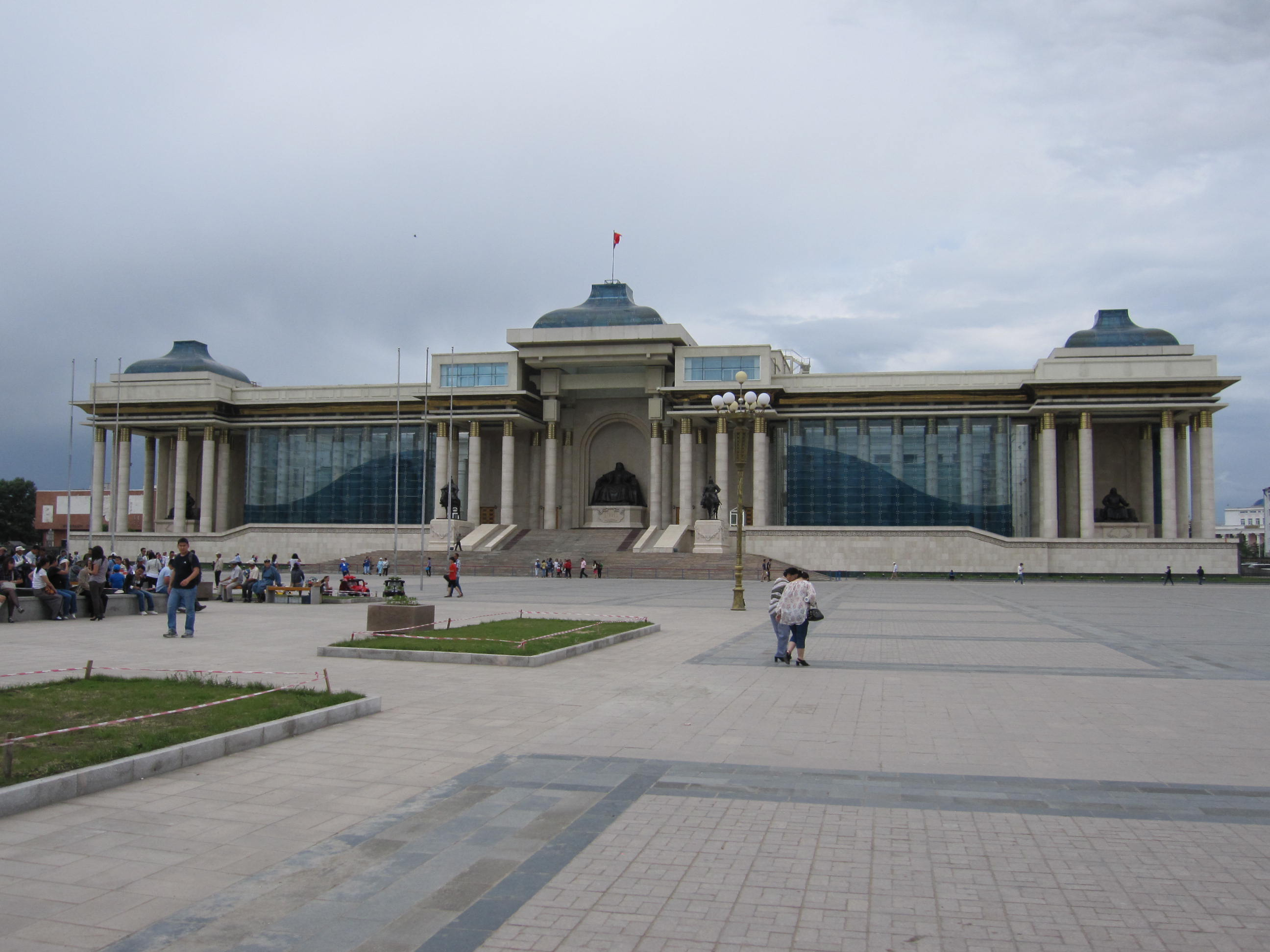
Palácio do Governo em frente à Praça Sükhbaatar depois da reforma de 2005.
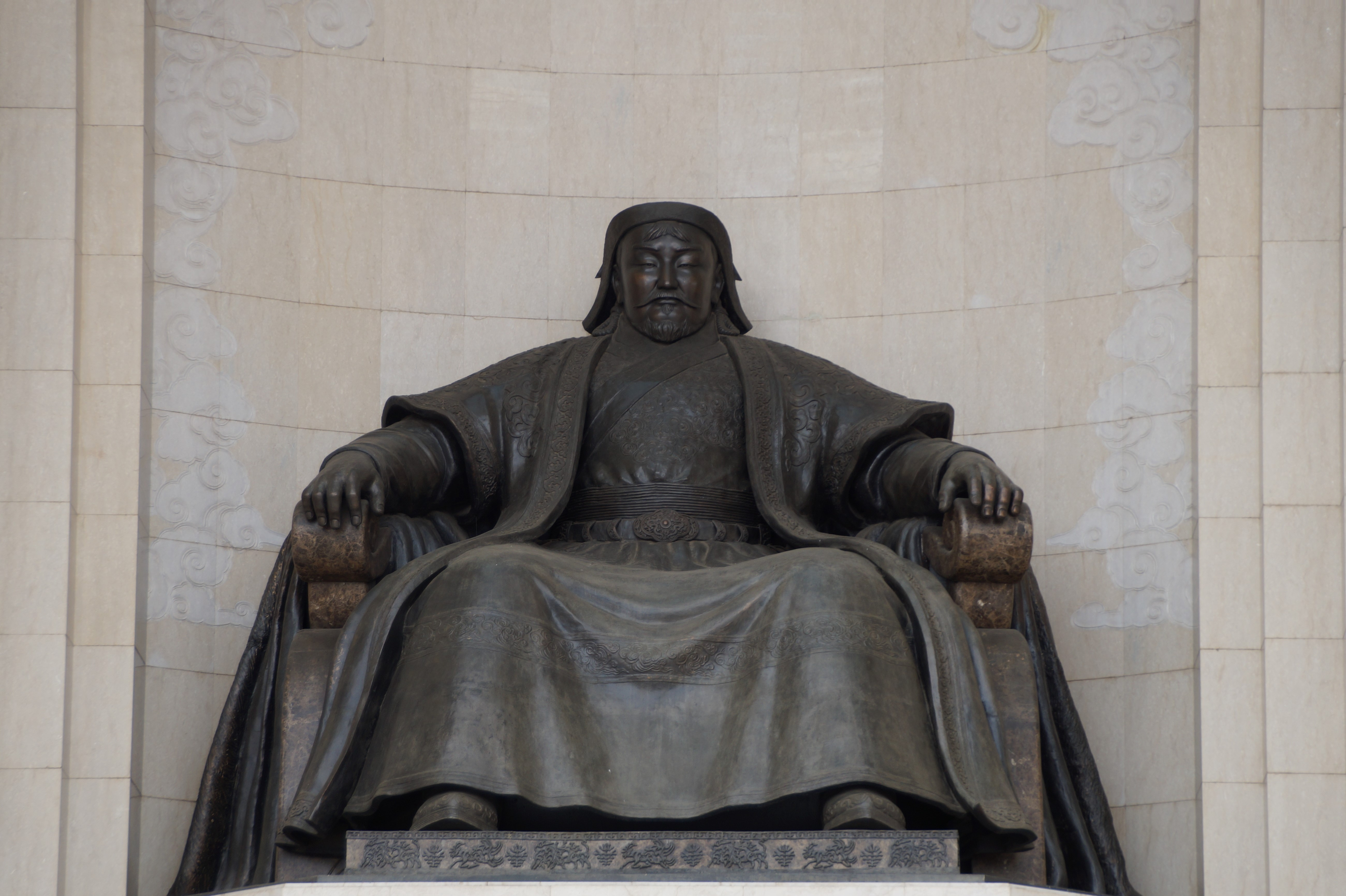
Estátua de Genghis Khan.